# 污木葉鰈
污木葉鰈為輻鰭魚綱鰈形目鰈亞目鰈科的其中一種，為亞熱帶海水魚，分布於東太平洋區從阿拉斯加至墨西哥下加利福尼亞海域，棲息深度18-350公尺，體長可達36公分，棲息在岩石底質底層水域，生活習性不明，可作為食用魚、遊釣魚及觀賞魚。

## 扩展阅读
維基物種上的相關：污木葉鰈